# Pentheria obscura
Pentheria obscura är en tvåvingeart som beskrevs av Krober 1914. Pentheria obscura ingår i släktet Pentheria och familjen stilettflugor. Inga underarter finns listade i Catalogue of Life.